# Pourouma tomentosa
Pourouma tomentosa là loài thực vật có hoa trong họ Tầm ma. Loài này được Mart. ex Miq. miêu tả khoa học đầu tiên năm 1853.